# 200 meter för herrar i friidrott vid olympiska sommarspelen 2024

Officiell video på loppet.

Herrarnas 200 meter vid olympiska sommarspelen 2024 avgjordes mellan den 5 och 8 augusti 2024 på Stade de France i Paris, Frankrike. 45 idrottare från 26 nationer deltog i tävlingen. Det var 29:e gången grenen fanns med i ett OS och den har funnits med i varje OS sedan 1900.
Favoriten inför finalen var Noah Lyles som hade varit allra bäst på distansen de senaste åren, där han hade tre raka VM-guld och världsårsbästa med tiden 19,53 sekunder. Men det var Letsile Tebogo och Kenneth Bednarek som hade första och andra bästa tiden i semifinalen och Lyles, som hade vunnit 100 meter fyra dagar tidigare, hade bästa tredje tiden. 
I starten i finalen hade Tebogo och Bednarek bättre reaktionstider och Lyles tappade 0,1 sekunder till dem. Bednarek var snabbast i kurvan och hade en knapp ledning med 0,05 sekunder över Tebogo. De gick in på raksträckan sida vid sida, med Lyles en liten bit bakom sig. Därifrån accelererade Tebogo och ledde loppet i mål. Han tog guldet med 19,46 sekunder, som var den 5:e snabbast tiden i historien och ett nytt afrikanskt rekord. Bednarek tog silvret med 19,62 sekunder. Lyles hade svårt sista biten och fick kämpa för att försvara sin tredje plats och ta bronset med 19,70 sekunder.

Efter loppet blev Lyles utrullad från arenan i en rullstol med munskydd på sig. Det meddelades att han hade testat positivt för covid-19 två dagar före tävlingen.
| Spel      | Guld                    | Silver               | Brons          |
| 100 meter | Letsile Tebogo Botswana | Kenneth Bednarek USA | Noah Lyles USA |

## Kvalificering till OS-grenen
Kvalificeringsperioden för herrarnas 200 meter i friidrott var mellan 1 juli 2023 och 30 juni 2024. Maximum av 48 idrottare kunde kvalificera sig till evenemanget, med högst tre idrottare per nation, genom att springa kvalificeringsstandarden 20,16 sekunder eller snabbare eller genom sin världsranking i friidrott för denna gren. 45 idrottare kvalificerade sig till herrarnas 200 meter.

## Schema
Alla tider är CET.
| Datum          | Tid   | Omgång      |
| -------------- | ----- | ----------- |
| 5 augusti 2024 | 19:55 | Kval        |
| 6 augusti 2024 | 12:30 | Återkval    |
| 7 augusti 2024 | 20:02 | Semifinaler |
| 8 augusti 2024 | 20:30 | Final       |

## Rekord
Innan tävlingens start fanns följande rekord:
| Rekord           | Idrottare        | Tid (s) | Plats            | Datum           |
| ---------------- | ---------------- | ------- | ---------------- | --------------- |
| Världsrekord     | Usain Bolt (JAM) | 19,19   | Berlin, Tyskland | 16 augusti 2009 |
| Olympiskt rekord | Usain Bolt (JAM) | 19,30   | Peking, Kina     | 20 augusti 2012 |

| Område                                   | Tid (s)    | Idrottare      | Nation     |
| ---------------------------------------- | ---------- | -------------- | ---------- |
| Afrika                                   | 19,50      | Letsile Tebogo | Botswana   |
| Asien                                    | 19,88      | Xie Zhenye     | Kina       |
| Europa                                   | 19,72      | Pietro Mennea  | Italien    |
| Nordamerika, Centralamerika och Karibien | 19,19 0VR0 | Usain Bolt     | Jamaica    |
| Oceanien                                 | 20,06      | Peter Norman   | Australien |
| Sydamerika                               | 19,81      | Alonso Edward  | Surinam    |

## Resultat
Noteringarnas förklaring finns längst ner.

### Kval
De tre första i varje heat 0Q0 gick vidare till semifinal. Alla andra som sprang klart sitt lopp gick vidare till återkval.

#### Kval 1
| Placering | Bana | Idrottare         | Nation          | Tid            | Noteringar |
| --------- | ---- | ----------------- | --------------- | -------------- | ---------- |
| 1         | 4    | Joseph Fahnbulleh | Liberia         | 20,20          | 0Q0        |
| 2         | 9    | Eseosa Desalu     | Italien         | 20,26          | 0Q0        |
| 3         | 3    | Wayde van Niekerk | Sydafrika       | 20,42          | 0Q0        |
| 4         | 7    | Ryan Zeze         | Frankrike       | 20,49          |            |
| 5         | 8    | Felix Svensson    | Schweiz         | 20,54 (,534)   |            |
| 6         | 2    | Cheickna Traore   | Elfenbenskusten | 20,54 (,536)   |            |
| 7         | 5    | Calab Law         | Australien      | 20,75          |            |
| 8         | 6    | Albert Komański   | Polen           | 20,77          |            |
|           |      |                   |                 | Vind: +0,1 m/s |            |

#### Kval 2
| Placering | Bana | Idrottare        | Nation                  | Tid            | Noteringar |
| --------- | ---- | ---------------- | ----------------------- | -------------- | ---------- |
| 1         | 3    | Tarsis Orogot    | Uganda                  | 20,32          | 0Q0        |
| 2         | 9    | Wanya McCoy      | Bahamas                 | 20,35          | 0Q0        |
| 3         | 6    | Renan Gallina    | Brasilien               | 20,41          | 0Q0        |
| 4         | 7    | Andrew Hudson    | Jamaica                 | 20,53          |            |
| 5         | 2    | Udodi Onwuzurike | Nigeria                 | 20,55          |            |
| 6         | 8    | César Almirón    | Paraguay                | 20,87          |            |
| 7         | 4    | Tomáš Němejc     | Tjeckien                | 21,03          |            |
| —         | 5    | José González    | Dominikanska republiken |                | 0DNS0      |
|           |      |                  |                         | Vind: -0,1 m/s |            |

#### Kval 3
| Placering | Bana | Idrottare             | Nation    | Tid            | Noteringar |
| --------- | ---- | --------------------- | --------- | -------------- | ---------- |
| 1         | 3    | Letsile Tebogo        | Botswana  | 20,10          | 0Q0        |
| 2         | 4    | Makanakaishe Charamba | Zimbabwe  | 20,27          | 0Q0        |
| 3         | 8    | Filippo Tortu         | Italien   | 20,29          | 0Q0        |
| 4         | 2    | Brendon Rodney        | Kanada    | 20,30          | 0SB0       |
| 5         | 5    | Timothé Mumenthaler   | Schweiz   | 20,63          |            |
| 6         | 7    | Koki Ueyama           | Japan     | 20,84          |            |
| 7         | 6    | Benjamin Richardson   | Sydafrika | 51,86          | [ a ]      |
|           |      |                       |           | Vind: -0,1 m/s |            |

#### Kval 4
| Placering | Bana | Idrottare        | Nation                  | Tid            | Noteringar |
| --------- | ---- | ---------------- | ----------------------- | -------------- | ---------- |
| 1         | 3    | Kenneth Bednarek | USA                     | 19,96          | 0Q0        |
| 2         | 5    | Alexander Ogando | Dominikanska republiken | 20,04          | 0Q0        |
| 3         | 2    | Joshua Hartmann  | Tyskland                | 20,30          | 0Q0        |
| 4         | 7    | Diego Pettorossi | Italien                 | 20,63          |            |
| 5         | 4    | Shota Iizuka     | Japan                   | 20.67          |            |
| 6         | 6    | Ondřej Macík     | Tjeckien                | 21,04          |            |
| —         | 8    | Zharnel Hughes   | Storbritannien          |                | 0DNS0      |
|           |      |                  |                         | Vind: +0,2 m/s |            |

#### Kval 5
| Placering | Bana | Idrottare            | Nation    | Tid            | Noteringar |
| --------- | ---- | -------------------- | --------- | -------------- | ---------- |
| 1         | 4    | Erriyon Knighton     | USA       | 19,99          | 0Q0        |
| 2         | 3    | Tapiwanashe Makarawu | Zimbabwe  | 20,07          | 0Q0        |
| 3         | 7    | Shaun Maswanganyi    | Sydafrika | 20,20          | 0Q0        |
| 4         | 2    | Aaron Brown          | Kanada    | 20,36          |            |
| 5         | 9    | Ian Kerr             | Bahamas   | 20,53          |            |
| 6         | 6    | Pablo Mateo          | Frankrike | 20,58          |            |
| 7         | 8    | Erik Erlandsson      | Sverige   | 20,65          |            |
| 8         | 5    | Eduard Kubelík       | Tjeckien  | 21,14          |            |
|           |      |                      |           | Vind: +0,2 m/s |            |

#### Kval 6
| Placering | Bana | Idrottare        | Nation           | Tid            | Noteringar |
| --------- | ---- | ---------------- | ---------------- | -------------- | ---------- |
| 1         | 6    | Noah Lyles       | USA              | 20,19          | 0Q0        |
| 2         | 7    | Andre De Grasse  | Kanada           | 20,30          | 0Q0        |
| 3         | 4    | Towa Uzawa       | Japan            | 20,33          | 0Q0        |
| 4         | 5    | Bryan Levell     | Jamaica          | 20,47          |            |
| 5         | 2    | Blessing Afrifah | Israel           | 20,78          |            |
| 6         | 8    | Chun-Han Yang    | Kinesiska Taipei | 20,83          |            |
| 7         | 3    | William Reais    | Schweiz          | 20,92          |            |
|           |      |                  |                  | Vind: +0,1 m/s |            |

### Återkval
Den förste i varje heat 0Q0 plus två på tid 0q0 gick vidare till semifinal.

#### Återkval 1
| Placering | Bana | Idrottare           | Nation          | Tid            | Noteringar |
| --------- | ---- | ------------------- | --------------- | -------------- | ---------- |
| 1         | 6    | Udodi Onwuzurike    | Nigeria         | 20,51          | 0Q0        |
| 2         | 8    | Diego Pettorossi    | Italien         | 20,53          |            |
| 3         | 5    | Timothé Mumenthaler | Schweiz         | 20,67          |            |
| 4         | 7    | Shota Iizuka        | Japan           | 20,72          |            |
| 5         | 4    | Ondřej Macík        | Tjeckien        | 21,14          |            |
| —         | 3    | Cheickna Traore     | Elfenbenskusten |                | 0DNS0      |
|           |      |                     |                 | Vind: +1,0 m/s |            |

#### Återkval 2
| Placering | Bana | Idrottare      | Nation     | Tid            | Noteringar |
| --------- | ---- | -------------- | ---------- | -------------- | ---------- |
| 1         | 4    | Brendon Rodney | Kanada     | 20,42          | 0Q0        |
| 2         | 5    | Bryan Levell   | Jamaica    | 20,47          | 0q0        |
| 3         | 8    | Pablo Mateo    | Frankrike  | 20,57          |            |
| 4         | 6    | Koki Ueyama    | Japan      | 20,92          |            |
| —         | 3    | César Almirón  | Paraguay   |                | 0DSQ0      |
| —         | 7    | Calab Law      | Australien |                | 0DNS0      |
|           |      |                |            | Vind: +0,6 m/s |            |

#### Återkval 3
| Placering | Bana | Idrottare        | Nation           | Tid           | Noteringar |
| --------- | ---- | ---------------- | ---------------- | ------------- | ---------- |
| 1         | 7    | Ryan Zeze        | Frankrike        | 20,40         | 0Q0        |
| 2         | 4    | Aaron Brown      | Kanada           | 20,42         | 0q0        |
| 3         | 6    | Chun-Han Yang    | Kinesiska Taipei | 20,73         |            |
| 4         | 3    | Blessing Afrifah | Israel           | 20,88         |            |
| 5         | 2    | Albert Komański  | Polen            | 20,90         |            |
| 6         | 8    | Eduard Kubelík   | Tjeckien         | 21,20         |            |
| —         | 5    | William Reais    | Schweiz          |               | 0DNS0      |
|           |      |                  |                  | Vind: 0,0 m/s |            |

#### Återkval 4
| Placering | Bana | Idrottare           | Nation    | Tid            | Noteringar |
| --------- | ---- | ------------------- | --------- | -------------- | ---------- |
| 1         | 6    | Erik Erlandsson     | Sverige   | 20,49          | 0Q0 PB0    |
| 2         | 7    | Andrew Hudson       | Jamaica   | 20,55          |            |
| 3         | 8    | Ian Kerr            | Bahamas   | 20,60          |            |
| 4         | 5    | Felix Svensson      | Schweiz   | 20,65          |            |
| 5         | 3    | Tomáš Němejc        | Tjeckien  | 20,84          |            |
| —         | 4    | Benjamin Richardson | Sydafrika |                | 0DNS0      |
|           |      |                     |           | Vind: +0,3 m/s |            |

### Semifinaler
De två första i varje lopp 0Q0 plus två på tid 0q0 gick vidare till finalen.

#### Semifinal 1
| Placering | Bana | Idrottare              | Nation                  | Tid            | Noteringar |
| --------- | ---- | ---------------------- | ----------------------- | -------------- | ---------- |
| 1         | 7    | Kenneth Bednarek       | USA                     | 20,00          | 0Q0        |
| 2         | 8    | Alexander Ogando       | Dominikanska republiken | 20,09          | 0Q0        |
| 3         | 5    | Andre De Grasse        | Kanada                  | 20,41          |            |
| 4         | 4    | Shaun Maswanganyi      | Sydafrika               | 20,42          |            |
| 5         | 9    | Wanya McCoy            | Bahamas                 | 20,61          |            |
| 6         | 6    | Tarsis Gracious Orogot | Uganda                  | 20,64          |            |
| 7         | 3    | Ryan Zeze              | Frankrike               | 20,81          |            |
| 8         | 2    | Bryan Levell           | Jamaica                 | 20,93          |            |
|           |      |                        |                         | Vind: -0,1 m/s |            |

#### Semifinal 2
| Placering | Bana | Idrottare             | Nation   | Tid            | Noteringar |
| --------- | ---- | --------------------- | -------- | -------------- | ---------- |
| 1         | 8    | Letsile Tebogo        | Botswana | 19,96          | 0Q0        |
| 2         | 6    | Noah Lyles            | USA      | 20,08          | 0Q0        |
| 3         | 4    | Makanakaishe Charamba | Zimbabwe | 20,31          | 0q0        |
| 4         | 7    | Eseosa Fostine Desalu | Italien  | 20,37          |            |
| 5         | 5    | Joshua Hartmann       | Tyskland | 20,47          |            |
| 6         | 9    | Towa Uzawa            | Japan    | 20,54          |            |
| 7         | 3    | Aaron Brown           | Kanada   | 20,57          |            |
| 8         | 2    | Erik Erlandsson       | Sverige  | 20,93          |            |
|           |      |                       |          | Vind: -0,2 m/s |            |

#### Semifinal 3
| Placering | Bana | Idrottare              | Nation    | Tid            | Noteringar |
| --------- | ---- | ---------------------- | --------- | -------------- | ---------- |
| 1         | 8    | Erriyon Knighton       | USA       | 20,09          | 0Q0        |
| 2         | 6    | Joseph Fahnbulleh      | Liberia   | 20,12          | 0Q0        |
| 3         | 7    | Tapiwanashe Makarawu   | Zimbabwe  | 20,16          | 0Q0        |
| 4         | 5    | Filippo Tortu          | Italien   | 20,54          |            |
| 5         | 3    | Brendon Rodney         | Kanada    | 20,59          |            |
| 6         | 9    | Renan Correa           | Brasilien | 20,60          |            |
| 7         | 2    | Udodi Chudi Onwuzurike | Nigeria   | 20,72 (,717)   |            |
| 7         | 4    | Wayde van Niekerk      | Sydafrika | 20.72 (,717)   |            |
|           |      |                        |           | Vind: -0,6 m/s |            |

### Final
| Placering | Bana   | Idrottare             | Nation                  | Tid            | Notering       |
| --------- | ------ | --------------------- | ----------------------- | -------------- | -------------- |
| 1         | 7      | Letsile Tebogo        | Botswana                | 19,46          | 0AR0           |
| 2         | 8      | Kenneth Bednarek      | USA                     | 19,62          |                |
| 3         | 5      | Noah Lyles            | USA                     | 19,70          | [ c ]          |
| 4         | 6      | Erriyon Knighton      | USA                     | 19,99          |                |
| 5         | 4      | Alexander Ogando      | Dominikanska republiken | 20,02          |                |
| 6         | 2      | Tapiwanashe Makarawu  | Zimbabwe                | 20,10          |                |
| 7         | 9      | Joseph Fahnbulleh     | Liberia                 | 20,15          |                |
| 8         | 3      | Makanakaishe Charamba | Zimbabwe                | 20,53          |                |
| Källa:    | Källa: | Källa:                | Källa:                  | Vind: +0,4 m/s | Vind: +0,4 m/s |